# Евтух, Николай Борисович
Николай Борисович Евтух (укр. Микола Борисович Євтух; 26 июня 1938, с. Погост Заречный — 15 июня 2022) — советский и украинский педагог. Доктор педагогических наук (1996), профессор (1991), академик Академии педагогических наук Украины (1999), иностранный член Российской академии образования (2005).
Старший брат доктора педагогических наук Владимира Евтуха.

## Биография
Родился 26 июня 1938 года в посёлке Погост Заречный (ныне — Ровенская область) в семье Бориса Григорьевича (1911—1983) и Степанины Борисовны (1909—1990) Евтухов. Окончив Заречненскую среднюю школу, поступил на филологический факультет Львовского государственного университета. С 1962 по 1969 год работал учителем украинского языка и литературы во Львове. В 1970 году поступил в аспирантуру отдела истории педагогики Научно-исследовательского института педагогики УССР. В 1974 году защитил диссертацию на соискание учёной степени кандидата педагогических наук.
С 1972 по 1978 год Евтух был старшим научным сотрудником НИИ педагогики УССР, учёным секретарем Совета по координации научных исследований в области психолого-педагогических наук Украины, в 1978 году перешёл на работу в Киевский государственный педагогический институт иностранных языков. В 1989 году стал заведующим кафедры педагогики и психологии. В 1982 году ему было присвоено учёное звание доцента, а через девять лет — профессора. В 1994 году Евтух стал членом-корреспондентом Академии педагогических наук, в 1999 — действительным членом АПН Украины. Также в 1999 году Евтух стал академиком-секретарём Отделения педагогики и психологии высшей школы АПН Украины. В качестве темы докторской диссертации он выбрал развитие образования и педагогической мысли в Украине в конце XVIII — первой половине XIX века.
Был женат на Вере Павловне Евтух, пара воспитала сына Игоря. С 2010 года жил в Гурзуфе, в последние годы жизни проживал в Киеве.
Скончался 15 июня 2022 года.

## Научная деятельность
Автор более 400 научных трудов, написал в том числе учебные пособия «Педагогика: теория и история», «Основы педагогики и психологии высшей школы в Украине», учебник «Социальная педагогика», монографии, сборники научных трудов. Он является автором и редактором многих научно-методических изданий и рекомендаций, научных статей по актуальным проблемам обучения и воспитания учащейся и студенческой молодежи, помещённых в сборниках «Педагогика», «Высшее и среднее образование», журналах «Родная школа», «Путь образования», «Начальная школа», «Дошкольное воспитание», «Украинский исторический журнал» и др.
Посещал курсы повышения квалификации в колледжах и университетах США, Дрезденской высшей педагогической школе (Германия), где руководил педагогической практикой студентов Лингвистического университета. Евтух продвигал новое направление в педагогической науке — традиции воспитания в зарубежной народной педагогике.
Создал и использовал на практике новые технологии педагогических дисциплин, разработал первую в Украине компьютерную обучающе-контролирующую систему по курсу «Педагогика», которая получила практическое использование в украинских вузах.
Использовал на кафедре собственную систему научно-исследовательской работы студентов по психолого-педагогическим наукам, которая предполагала учебную и научно-исследовательскую работу студентов в ходе всего обучения в вузе с соответствующей градацией форм и содержания работы.
Под его руководством подготовлено 14 докторов и 118 кандидатов педагогических наук. Евтух неоднократно выступал официальным оппонентом на защите кандидатских и докторских диссертаций.
Входил в состав Президиума АПН Украины, Научно-методического совета Министерства образования Украины, специализированного совета по защите кандидатских диссертаций по психолого-педагогических наукам в Луганском государственном педагогическом университете им. Т. Г. Шевченко, Харьковском государственном педагогическом университете им. Г. С. Сковороды, докторских диссертаций — в Институте педагогики АПН Украины и Киевском национальном лингвистическом университете, как вице-президент Ассоциации А. С. Макаренко. В 1997—1998 годах руководил Экспертным советом Высшей аттестационной комиссии по педагогике, психологии, физическому воспитанию и спорту.

## Достижения
Награждён медалью А. С. Макаренко, знаком «Отличник народного образования УССР». В октябре 2000 года избран действительным членом Международной академии наук педагогического образования. Человек 2000 года по версии Американского биографического института, входил в состав экспертного совета по определению номинантов в области образования, науки и культуры. Внесён в «Международную книгу выдающихся лидеров».
Почётный доктор Восточноукраинского национального университета имени Владимира Даля, Института высшего образования НАПН Украины, Крымского гуманитарного университета, Международного экономико-гуманитарного университета имени С. Демьянчука.
В ноябре 1995 года Указом Президента Украины Евтуху присвоено почётное звание «Заслуженный работник народного образования Украины». В начале 1997 года награждён орденом святого равноапостольного князя Владимира за участие в подготовке и проведении Международной духовно-светской конференции ООН для решения проблем воспитания молодёжи и благотворительности, в 1999 году получил орден преподобного Нестора Летописца. В 2012 году награждён Орденом «Святой Князь Владимир» III степени — награды Международного академического рейтинга «Золотая Фортуна».

## Труды
- Формування гуманізму в системi особистісних якостей студентів. Х., 1995 (соавтор);
- Розвиток освіти i педагогічної думки в Українi (кінець XVIII — перша половина XIX ст.). К., 1996;
- Етнопедагогічні традиції виховання у Великій Британії. Р., 1997 (соавтор);
- Гуманізація виховання в контексті розвитку польської педагогіки міжвоєнного періоду (1918—1939). Лг., 2004 (соавтор);
- Індивідуальний підхід у формуванні професійної компетентності майбутніх економістів. Х., 2007 (соавтор).